# Faith Bandler

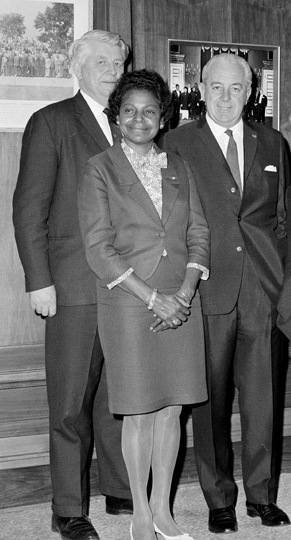
Bandler mit Premierminister Harold Holt (rechts)

Faith Bandler (* 27. September 1918 in Tumbulgum, New South Wales; † 13. Februar 2015), geborene Ida Lessing Mussing, war eine australische Politikerin und Autorin, die sich für die Rechte der Aborigines und der Torres Strait Islanders einsetzte. Bandler ist in Australien durch die von ihr geführte Kampagne zum australischen Referendum im Jahre 1967 bekannt geworden und erhielt zahlreiche Ehrungen für ihre Verdienste.

## Biografie
Bandlers Vater, Peter Mussing, wurde im Alter von 13 Jahren von der 2000 km von Australien entfernten Insel Ambrym in den Neuen Hebriden entführt (s. Blackbirding) und musste unbezahlt auf Zuckerrohrfeldern in Queensland arbeiten. Er heiratete später eine Frau aus New South Wales schottisch-indischer Herkunft. Bandler wurde in ihrem Handeln und Denken stark durch die Arbeit ihres Vaters als Sklave beeinflusst. Geboren in Tumbulgum im Tweed Shire, wuchs sie mit ihrer Familie auf einer Farm nahe Murwillumbah in New South Wales auf. Ihr Vater starb, als sie fünf Jahre alt war. 1934 verließ sie die Schule, ging nach Sydney und arbeitete als Schneiderin.
Während des Zweiten Weltkriegs arbeiteten sie und ihre Schwester in der Australian Women Land Army auf Früchtefarmen. Sie und andere indigene Arbeiter erhielten weniger Lohn als die weißen Arbeiter. Als sie 1945 die Armee verließ, startete sie eine Kampagne für gleiche Entlohnung und ging in den Stadtteil Kings Cross in Sydney. 1952 heiratete sie Hans Bandler (1914–2009), einen Juden aus Wien, und lebte in Frenchs Forest. Nach dem Anschluss Österreichs war Hans Bandler in einem Konzentrationslager inhaftiert, er konnte aber im Januar 1939 emigrieren. Das Paar hatte eine Tochter, Lilon Gretl Bandler, die 1954 geboren wurde, und sie zogen einen adoptierten Sohn, einen Aborigine, auf.

## Politikerin
1956 wurde Bandler eine Berufspolitikerin der Aboriginal Australian Fellowship und des Federal Council for the Advancement of Aboriginal and Torres Strait Islanders (FCAATSI), welche sich 1957 bildete. In dieser Zeit arbeitete sie mit Pearl Gibbs und Jessie Street zusammen. Als Generalsekretärin der FCAATSI führte sie die Kampagne zum Referendum von 1967 gegen die Diskriminierung der Aborigines in der Verfassung von Australien. Diese Kampagne, die zahlreiche Protestschreiben und Hunderte von öffentlichen Veranstaltungen erforderte, führte das Referendum in der Regierungszeit von Premierminister Harold Holt zum Erfolg mit etwa 91 Prozent Zustimmung in allen sechs Staaten von Australien.
1974 begann sie zu schreiben und brachte vier Bücher heraus, zwei Abhandlungen zum 1967er Referendum, einen Bericht über das Leben ihres Bruders in New South Wales und eine Novelle über die Erfahrungen ihres Vaters als Aborigine in Queensland. Zu Beginn des Jahres 1974 startete sie eine Kampagne für die Rechte der Torres Strait Islanders. Nach den Ausführungen der Biografin und Historikerin Marilyn Lake war die Kampagne für die Torres Strait Islanders schwieriger als die FCAATSI-Kampagne beim Referendum, die Bandler an zwei Fronten führte. Sie drängte auch den Einfluss der Black-Power-Ideologie zurück. 1975 besuchte Bandler die Insel, auf der ihr Vater 92 Jahre zuvor gekidnappt wurde. Während der 1970er Jahre war Bandler ein bedeutendes Mitglied der Women's Electoral Lobby in New South Wales.
Bandler wurde für ihre Verdienste an der Wohlfahrt der Aborigines am 11. Juni 1984 zum Mitglied des Order of Australia ernannt. Sie erhielt 1994 den Ehrendoktorgrad der Macquarie University. 1997 wurde ihr die Human Rights Medal überreicht und sie wurde durch den National Trust of Australia zu einer der 100 ersten lebenden Personen des Australian Living Treasures ernannt. Sie erhielt am 29. Januar 2009 den Order of Australia (AC) zugesprochen, der ihr am 29. April 2009 überreicht wurde. Sie starb am 13. Februar 2015.

## Werke
- Wacvie (1977). ISBN 0-7270-0446-8
- Marani in Australia (1980). ISBN 0-7270-1254-1
- The Time was Ripe: A History of the Aboriginal-Australian Fellowship (1983). ISBN 0-909188-78-5
- Welou, My Brother (1984). ISBN 0-909331-73-1
- Turning the Tide: A Personal History of the Federal Council for the Advancement of Aborigines and Torres Strait Islanders (1989). ISBN 0-85575-196-7